# フラッシュランプアニール
　フラッシュランプアニール(Flash Lamp Anneal)は、デジタルカメラなどに用いられるフラッシュ光の数万、数十万倍のエネルギーをもつフラッシュ閃光を半導体表面にあてることにより、より高速なアニールを実現する装置である。
　ウルトラシャロージャンクションなど、微細化が極度に進んだ集積回路のエクステンションと呼ばれる部分の活性化などに用いられる。
それまでのアニールはハロゲンランプを用いるのが一般的であったが、ドーピングしたイオンが活性化する1,000℃以上にウェハを加熱しようとするとハロゲンランプでは数秒の時間がかかる。ゲート長が数十nm以下に微細化されたトランジスタは、そのわずか数秒のアニール時間で[ソース]と[ドレイン]が短絡するほど、ドープされたドーパントが拡散してしまう。最近の集積回路のトランジスタはそれほど小さくなっているのだ。
　フラッシュランプアニールはそのドーピングされたイオンが拡散する暇を与えない、毎秒数十万度というスピードで昇温する。この早業によってイオン拡散をほとんど起こさずにドープされたイオンを活性化することができる。65nm以降の汎用CPUにはこのアニール技術が用いられている。
　半導体ウェハ表面にこの強烈な閃光を与えるとウェハ表面温度は一気に上昇する。閃光のエネルギーによっては一気に1,000℃温度上昇させることもできる。しかしウェハが閃光を受光した瞬間、表面温度と裏面温度にその温度差がつくことになり、ウェハには大きな変形ストレスが加わる。従ってこのストレスを小さくするために、ハロゲンランプなどの別の熱源で予めウェハ全体の温度を物性に影響しない400～700℃程度に保持しておき、より小さな閃光エネルギーで表面温度1,000℃以上を実現する工夫がなされている。